# New Rules
Singles de Dua Lipa
Lost in Your Light
(2017) Homesick
(2017)
New Rules est une chanson de la chanteuse britannique Dua Lipa issue de son premier album studio éponyme. Elle a été co-écrite par Caroline Ailin, Emily Warren et Ian Kirkpatrick, ce dernier s'étant également occupé de la production et l'a proposée à Lipa après qu'elle a été rejetée par plusieurs artistes. La chanson est sortie pour le téléchargement numérique et le streaming le 7 juillet 2017 sous le label Warner Bros. Records et était le 7e single de l'album. C'est un titre electropop et tropical house et comprend des rythmes de dance-pop et de dancehall. Les paroles de New Rules voient Lipa se donner un ensemble de règles afin d'oublier un ancien petit-ami. La chanteuse a déclaré que c'était la chanson de rupture qu'elle aurait souhaité avoir lorsqu'elle rompait avec quelqu'un.
New Rules a été acclamé par les critiques musicaux, beaucoup l'ayant qualifié d'hymne à la rupture et à l'autonomisation des femmes. La chanson a été nommée pour le single britannique de l'année aux Brit Awards 2018 et a figuré sur les listes de fin d'année de publications telles que le Billboard, The Guardian et The New York Times. Commercialement, la chanson est devenue le premier single numéro un de Lipa au UK Singles Chart et a atteint cette position dans cinq autres territoires. Depuis mars 2021, c'est la chanson la plus diffusée par une femme britannique au Royaume-Uni et elle a battu le record du nombre de semaines passées dans le Top 40 du Mainstream américain. De plus, elle est devenue le premier titre de Lipa à entrer dans le top 10 du Billboard Hot 100 américain, atteignant le numéro 6. La chanson est certifiée multi-platine dans 13 territoires, dont un quadruple platine au Royaume-Uni et un diamant en France et en Pologne. Le succès commercial de la chanson a été attribué à la popularité de son clip.
Le clip de New Rules en question a été réalisé par Henry Scholfield et se déroule à l'hôtel Confidante à Miami. On y voit Lipa dans une chambre d'hôtel avec ses amis, qui l'empêchent de se remettre avec son ancien petit ami. Le visuel a été acclamé par la critique, dont beaucoup ont salué ses thèmes d'émancipation féminine. Lipa est ainsi devenue la plus jeune artiste féminine dont la vidéo a dépassé le milliard de vues sur YouTube. La vidéo a été nommée pour la vidéo musicale britannique de l'année aux Brit Awards 2018 et pour la meilleure chorégraphie aux MTV Video Music Awards 2018. Lipa a fait la promotion de la chanson avec des performances aux 2017 BBC Radio 1 Teen Awards, Brit Awards 2018 et Billboard Music Awards 2018. Des remixes par Alison Wonderland, Kream et SG Lewis ont été publiés pour une promotion supplémentaire.

## Classements et certifications

### Classements hebdomadaires
| Classement (2017-18)                    | Meilleure position |
| --------------------------------------- | ------------------ |
| Allemagne (Media Control AG)            | 9                  |
| Australie (ARIA)                        | 2                  |
| Autriche (Ö3 Austria Top 40)            | 11                 |
| Belgique (Flandre Ultratop 50 Singles)  | 1                  |
| Belgique (Wallonie Ultratop 50 Singles) | 4                  |
| Canada (Hot 100)                        | 7                  |
| Danemark (Tracklisten)                  | 14                 |
| Écosse (OCC)                            | 2                  |
| Espagne (PROMUSICAE)                    | 12                 |
| États-Unis (Hot 100)                    | 6                  |
| États-Unis (Adult Contemporary)         | 18                 |
| États-Unis (Adult Pop Songs)            | 7                  |
| États-Unis (Dance Club Songs)           | 1                  |
| États-Unis (Latin Pop Airplay)          | 40                 |
| États-Unis (Pop Airplay)                | 1                  |
| États-Unis (Rhythmic Songs)             | 4                  |
| Finlande (Suomen virallinen lista)      | 5                  |
| France (SNEP)                           | 32                 |
| Hongrie (Rádiós Top 40)                 | 1                  |
| Irlande (IRMA)                          | 1                  |
| Israël (Media Forest)                   | 1                  |
| Italie (FIMI)                           | 8                  |
| Lettonie (Latvijas Top 40)              | 1                  |
| Norvège (VG-lista)                      | 5                  |
| Nouvelle-Zélande (RMNZ)                 | 3                  |
| Pays-Bas (Nederlandse Top 40)           | 1                  |
| Pays-Bas (Single Top 100)               | 1                  |
| Portugal (AFP)                          | 3                  |
| Royaume-Uni (UK Singles Chart)          | 1                  |
| Slovaquie (IFPI Rádio)                  | 42                 |
| Slovaquie (IFPI Singles Digitál)        | 6                  |
| Suède (Sverigetopplistan)               | 7                  |
| Suisse (Schweizer Hitparade)            | 11                 |
| Tchéquie (IFPI Rádio)                   | 31                 |

### Certifications
| Pays | Certification | Seuil                             |
| --- | ------------- | --------------------------------- |
| Belgique (BEA) | 2 × Platine   | 40 000‡                           |
| France (SNEP) | Platine       | 20 millions d'équivalent streams‡ |
| Italie (FIMI) | 2 × Platine   | 100 000‡                          |
| *Ventes selon la certification ^Mise en rayon selon la certification xNon précisé par la certification ‡ventes/streaming selon la certification |               |                                   |